# Association des parents d'élèves de l'enseignement libre
Pour les articles homonymes, voir Apel.
 (juillet 2024).
 (juillet 2024).
- Si vous ne connaissez pas le sujet, laissez ce bandeau (vous pouvez alors contacter les auteurs).
- Si vous supprimez le contenu mis en cause (vous pouvez préalablement contacter les auteurs),

argumentez précisément cette suppression dans la page de discussion
(un manque de référence n'est pas un argument ; une recherche réelle de référence doit avoir été effectuée, être formellement documentée).
L’Association des parents d’élèves de l’enseignement libre (Apel), anciennement Union nationale des associations de parents de l'enseignement libre (UNAPEL) jusqu'en 2008, est l’unique association de parents d’élèves reconnue par l'Enseignement catholique.

## Statuts
Chaque association qui compose l'Apel nationale est reconnue dans le statut de l'Enseignement catholique en France, dans sa version de 2013 (mis à jour en 2024), et l'Apel nationale présentée comme « garante » de leur capacité à la vie de l'Enseignement catholique : 
« Les Apel (Associations de parents d’élèves de l’enseignement libre), locales, départementales ou régionales, regroupées dans l’Apel nationale sont les associations reconnues par le présent Statut pour participer à la vie de l’Enseignement catholique. Elles respectent les dispositions du Statut de l’Enseignement catholique, ce dont l’Apel nationale est la garante. » (art. 301)
L'Apel est indépendante, apolitique et non confessionnelle. Ainsi, toujours selon le statut de l'Enseignement catholique, elle peut accueillir tous les parents qui forment, avec les élèves, le personnel de l'établissement et les enseignants, une seule et même communauté éducative.
« Pour vivre une authentique communauté des parents au sein de la communauté éducative, une association des parents d’élèves se constitue dans chaque école catholique, dont elle reconnaît et promeut le projet éducatif. » (art. 299)

## Historique
La première Apel est fondée à Marseille à l'initiative d'Eugène Bresson, professeur de droit administratif, qui a l'idée de rassembler les parents d'élèves des écoles Notre-Dame de la Garde et du Sacré-Cœur. Il reçoit le soutien actif du chef d'établissement du Sacré-Cœur, le chanoine Audibert. Très rapidement, ces deux hommes estiment que cette association ne peut se limiter à l'enceinte de leur établissement. En février 1930, ils convoquent les parents à la création d'une « Association des parents des élèves de l'enseignement secondaire libre » selon la loi du 1er juillet 1901. Une assemblée constitutive se réunit le 22 février 1930 à Marseille. 1 750 familles marseillaises répondent à cet appel.
Très rapidement après Marseille, d'autres régions fondent une Apel académique : Toulouse, Bordeaux, Clermont-Ferrand, etc. En février 1931, Eugène Bresson propose à ces Apel de créer une « délégation nationale », qui devient en 1935 l'Union nationale des associations de parents de l'enseignement libre (Unapel).
Jusqu'après la Seconde Guerre mondiale, les Apel recrutent surtout dans l'enseignement secondaire, même si dès 1932, les parents du primaire peuvent adhérer. La structure de base est la région. Entre 1945 et 1946, leurs effectifs passent de 115 000 à 300 000.
En 1946, les Apel créent leur journal Famille éducatrice, qui s'appellera ensuite La nouvelle famille éducatrice, et enfin Famille et éducation en 1993.
À partir de 1951, avec le vote des lois Marie et Barangé, qui mandatent dans chaque établissement scolaire une association de parents d'élèves pour que les parents puissent percevoir une allocation, les Apel d'établissement se multiplient. Le mouvement se structure alors en échelons départemental, régional et national.
Les Apel montent en puissance en 1982, après l'élection de François Mitterrand, qui souhaite mettre en place un « grand service public unifié et laïque de l'Éducation nationale », jusqu'à la manifestation du 24 juin 1984 à Paris qui rassemble 2 millions de personnes contre ce projet. 
En 2008, l'Unapel change de nom et devient l'Apel nationale, tandis que les Urapel et Udapel deviennent les Apel académiques et départementales.
Depuis l'année scolaire 2023/2024, plus d'1 million de familles cotisent à l'Apel, faisant du mouvement la plus importante association de parents d’élèves en France.

## Organisation
L'Apel nationale est une association déclarée dans le cadre de la loi de 1901. Elle représente 1 500 000 familles qui, dans la diversité de leurs identités sociales, culturelles, politiques, philosophiques ou religieuses, ont librement choisi de confier leurs enfants à un établissement catholique d'enseignement, sous contrat avec l’État.
Les parents adhèrent aux Apel d'établissement, associations régies également par la loi 1901. Les Apel d'établissement sont regroupées au sein des Apel départementales, elles-mêmes regroupées au sein des Apel académiques, elles-mêmes regroupées au sein de l'Apel nationale.
L'Apel est dotée d'un bureau national composé de 16 membres bénévoles qui administrent l'association nationale et représentent tous les parents.
L'Apel est représentée à tous les niveaux, tant auprès des pouvoirs publics qu'auprès de l'organisation de l'Enseignement catholique.
Au niveau national, l'Apel est en contact régulier avec le ministère de l'Éducation nationale. Elle siège au Conseil supérieur de l'éducation et dans les commissions spécialisées, ainsi qu'au comité consultatif du Haut Conseil de l'éducation. Elle siège au Comité national de l'Enseignement catholique.
Aux niveaux académique et départemental, l'Apel représente les parents auprès des élus des conseils régionaux et départementaux. Elle représente également les parents au sein des comités diocésains et académiques de l'Enseignement catholique, ainsi qu’au sein des organismes de gestion départementaux et régionaux de l'Enseignement catholique.
Au niveau des établissements, l'Apel représente les parents au sein du conseil d’établissement, des conseils de classe et est membre de droit du conseil d'administration des organismes de gestion de l'enseignement catholique (Ogec). Elle représente également les parents auprès des maires de chaque commune.
Au niveau européen, l'Apel est membre de l'Association européenne des parents d'élèves, l'EPA et du Cepec.

## Convictions
L'Apel est un mouvement apolitique et non confessionnel. Les convictions de l'Apel sont précisées dans son projet du mouvement, actualisé en 2019.
L'Apel est particulièrement attachée à :
- la primauté éducative de la famille : les parents sont les premiers et les ultimes éducateurs de leurs enfants ;
- la reconnaissance de la place des parents dans l’école comme membres à part entière de la communauté éducative ;
- l'importance de la liberté du choix : chaque parent doit pouvoir choisir librement l'école de son enfant ;
- la défense de l'intérêt des enfants et des familles : les postes d’enseignants et les moyens financiers de l'enseignement privé doivent être accordés, comme le prévoit la loi Debré de 1959, à parité avec l’enseignement public ;
- l'accompagnement des parents dans leur rôle d’éducateur pour permettre à leurs enfants de devenir ce qu'ils sont en profondeur, en respectant totalement leur liberté.

## Actions

### Réflexion et débats
L'Apel participe au débat national pour toutes les questions concernant la scolarité ou l'éducation. Elle est régulièrement consultée ou auditionnée par les groupes de travail mis en place par les pouvoirs publics.
Elle organise régulièrement les « Petits déjeuners débat de l’Apel » en présence de spécialistes et de responsables politiques pour proposer des pistes de réflexion aux parents sur différents thèmes tels que le stress à l'école, la réforme du collège, les dangers de l'alcool chez les jeunes, etc. L'édition 2024 était consacrée à la place de l'Intelligence artificielle dans l'éducation.

### Colloques et les congrès
L'Apel nationale organise un congrès tous les deux ans. Le premier congrès national eut lieu à Caen en 1959 sur le thème « Éducation, problème familial ». 20 000 congressistes y assistèrent. Quatre ans plus tard, c'est à Nantes que les parents se réunirent. Se succèdent ainsi au fil des ans, 13 congrès sur des sujets très variés comme l'école, la communauté éducative, le projet de l'enfant, l'évaluation, l'orientation ou encore l’autorité. Dans cette continuité, le XVIIe congrès de l'Apel s'est déroulé à Clermont-Ferrand sur le thème « Heureux à l'école, une idée folle ? Inventons l'école de demain ». Le XVIIIe congrès a eu lieu à Strasbourg, le XIXe, en 2016 à Marseille, sur le thème de « Pourquoi l'école ». Le XXe congrès s'est tenu en 2018, organisé par l'Apel de Bretagne au couvent des Jacobins, au cœur du centre historique de Rennes, sur le thème de la « transmission ». En 2004, le congrès se déroulait à Valence en 2024 sur le thème "Parents - éducateurs pour la vie". Le prochain sera accueilli en juin 2026 à Nancy.

### Semaine des Apel
Organisée chaque année à la rentrée, la Semaine des Apel est un événement national destiné à donner de la visibilité aux actions de terrain en mobilisant les équipes des Apel d'établissement autour d'un thème fédérateur, comme le sport et la santé, la sécurité aux abords des établissements ou l'importance d'une bonne alimentation pour être en forme à l'école. En 2025, le thème était "Heureux à l'école".

### Orientation et conseils aux familles
L'Apel a développé un ensemble de services  pour accompagner les parents d’élèves en matière d’éducation et renforcer leurs compétences éducatives.

#### L'information et le conseil aux familles
Présent dans la plupart des régions et des départements, c’est un service personnalisé et gratuit qui propose :
- des informations et des conseils sur l'orientation scolaire, les études et les métiers ;
- des adresses d'établissement ;
- des informations et un accompagnement pour l'accueil des enfants handicapés ou en difficulté ;
- des relais vers des associations locales spécialisées.

#### Le bureau de documentation, d'information et d'orientation (BDIO)
Présent dans la plupart des collèges et lycées, il est animé par des parents bénévoles et a pour rôle de :
- renseigner les parents et les élèves sur les études et les métiers ;
- organiser des conférences, des forums des métiers, etc.

#### La ligne d'écoute «Écoute Parents Infos»
Mise en place par l'Apel, elle s’appuie sur un partenariat avec la fondation Apprentis d'Auteuil. Elle réunit une équipe de spécialistes (conseillers scolaires et d’orientation, psychologues, juristes, etc.) pour répondre aux questions que les parents se posent sur les sujets éducatifs et scolaires.

### La réforme du collège en 2015
L'Apel soutient le projet de réforme de l'enseignement au collège de 2015, porté par la ministre de l'Éducation nationale Najat Vallaud-Belkacem.
Cette prise de position, acceptée par de nombreuses associations de parents d'élèves locales, suscite des interrogations au sein des établissements maristes de Lyon, lesquels décident finalement une « suspension provisoire de leurs liens statutaires avec l'Apel nationale »,. Le quotidien Famille chrétienne précise que cette décision est imitée par d'autres établissements de la région Auvergne-Rhône-Alpes et ferait tache d'huile. C'est la première fois que l'association est confrontée à un problème de ce genre, à l'instar de la crise que traverse la Fédération des conseils de parents d'élèves de l'enseignement public.

### Lutte contre les violences contre les mineurs
A la suite des révélations du collectif des victimes de Betharram, l'association engage tous ses bénévoles, et au-delà tous les parents, à faire remonter les informations et à tout mettre en oeuvre pour pour lutter contre les faits de violence, d’agressions sexuelles et de viol dans les établissements scolaires.
Le 21 mai, l'Apel a lancé une vaste campagne de prévention dans tous les établissements de l'enseignement catholique où elle est présente. Cette campagne repose sur 3 piliers : 
1. Une affiche de sensibilisation, largement diffusée dans les établissements de l’enseignement catholique sous contrat d’état et sur les réseaux sociaux, adressée directement aux jeunes et à leurs parents.
2. Un module de formation dés la rentrée, destiné aux parents et acteurs éducatifs, pour apprendre à repérer, écouter sans juger, orienter et accompagner.
3. Un ancrage dans la parole des victimes, grâce à un travail collaboratif avec le collectif de Bétharram, pour faire émerger une action éducative fondée sur la prévention et l’écoute.

Un communiqué de presse et une affiche dont le message a été créé avec les représentants des victimes est à disposition sur le site officiel de l'association.

### Publications
Famille & éducation est le magazine de l’Apel envoyé à tous les adhérents. Il apporte aux parents des informations pratiques, des conseils, des témoignages et des pistes de réflexion sur l’éducation et la scolarité de leurs enfants.
L’Apel édite également tous les deux mois Apel infos, publication interne destinée à tous les membres de bureaux d’Apel et dans laquelle ils trouvent toutes les informations utiles pour remplir leurs fonctions.

## Liste des présidents
- Eugène Bresson
- Philippe de Las Cases : 1931-1934
- Paul Roux : 1934-1937
- Édouard Lemarchand : 1937-1943
- Jean Tournassus : 1943-1945
- Charles Lesay : 1945-1949
- Pierre Michel : 1949-1952
- Hilaire de Laage de Meux : 1952-1959
- Gilbert Robet : 1959-1962
- Maurice Laune : 1962-1967
- Paul Duguet : 1967-1972
- Yves O’Mahomy : 1972-1975
- Henri Lefebvre : 1975-1980
- Pierre Daniel : 1980-1985
- Jean-Alain Vaujour : 1985-1988
- Alain Cerisola : 1988-1992
- Philippe Toussaint : 1992-1998
- Éric de Labarre : 1998-2002
- Éric Raffin : 2002-2006
- Véronique Dintroz-Gass : 2006-2008
- Béatrice Barraud : 2008-2012[24]
- Caroline Saliou : 2012-2018[25]
- Gilles Demarquet : 2018-2024[26]
- Hélène Laubignat: depuis 2024[27]

## Annexe